# Nati nel 1901/Senza giorno specificato
| Questa pagina contiene informazioni ricavate automaticamente dalle voci biografiche con l'ausilio del template Bio e di un bot. L'aggiornamento è periodico e automatico e ricostruisce completamente la pagina. Se manca una persona in questa lista, sei pregato di non aggiungerla, ma accertati piuttosto che la sua voce biografica contenga il template Bio e che i dati anagrafici siano correttamente compilati. Se il template Bio manca, inseriscilo tu stesso o, in alternativa, metti l'avviso {{tmp\|Bio}} che ne segnala la mancanza. Se i dati riportati sono sbagliati, correggi direttamente la voce biografica; le modifiche saranno visibili in questa lista entro pochi giorni. Per chiarimenti vedi il progetto biografie. La lista contiene solo le 94 persone che sono citate nell'enciclopedia e per le quali è stato implementato correttamente il template Bio. Pagina aggiornata al 10 ago 2025. |

- Richard Adamson, poliziotto britannico († 1982)
- Luís Amado Carballo, poeta spagnolo († 1927)
- Carlo Andreoni, politico e partigiano italiano († 1957)
- Amadou Hampâté Bâ, scrittore, filosofo e antropologo maliano († 1991)
- Andrea Baggiore, calciatore italiano
- Alexander Berner, skeletonista svizzero
- Endre Boros, calciatore ungherese († 1944)
- Jimmy Brady, nuotatore e pallanuotista irlandese († 1976)
- Ezelino Briante, pittore italiano († 1971)
- Sergio Burzi, pittore e illustratore italiano († 1954)
- Ricardo Bustamente, pallanuotista argentino
- Attilio Calzavara, architetto, grafico e pittore italiano († 1952)
- Alexandru Cantacuzino, avvocato e politico rumeno († 1939)
- Ugo Capocchini, pittore italiano († 1980)
- Giacomo Caputo, archeologo italiano († 1991)
- Luigi Carrel, alpinista italiano († 1983)
- Giovanni Casiraghi, ingegnere aeronautico italiano († 1984)
- Aldo Cervi, architetto italiano († 1972)
- Geōrgios Chalkiopoulos, pallanuotista greco
- Maurice Chambelland, sindacalista francese († 1966)
- Zheng Chaolin, scrittore e traduttore cinese († 1998)
- Emidio Ciucci, architetto italiano († 1977)
- Italo Clerici, attore teatrale italiano († 1956)
- Gianni Colognese, pittore italiano († 1994)
- Manlio Costa, architetto italiano († 1936)
- Alfredo Coverlizza, calciatore italiano († 1931)
- Alfonso Cuomo, dirigente sportivo italiano († 1967)
- Rhys Davies, scrittore gallese († 1978)
- Piero Dente, sciatore di pattuglia militare italiano
- Sudhindranath Dutta, poeta e critico letterario indiano († 1960)
- Muhammad Fareed Didi, sultano maldiviano († 1969)
- Fernando Farese, attore italiano († 1956)
- Moustafa Farroukh, pittore libanese († 1957)
- Paolo Francia, sciatore di pattuglia militare italiano
- Nicola Furlotti, militare italiano († 1977)
- Teresa Gazzo, pittrice e incisore italiana († 1994)
- Arturo Ghergo, fotografo italiano († 1959)
- Giacomo Giardina, poeta italiano († 1994)
- Egisto Giorgetti, calciatore italiano
- Robert Girod, pallanuotista svizzero
- Julián Gorkin, politico, scrittore e rivoluzionario spagnolo († 1987)
- Giles Healy, esploratore e archeologo statunitense († 1980)
- Corrado Guglielminotti, calciatore italiano († 1984)
- Victor Hammer, imprenditore statunitense († 1985)
- Han Qingtang, artista marziale cinese († 1976)
- Gerald Lankester Harding, archeologo e linguista britannico († 1979)
- Frank Hayes, fantino irlandese († 1923)
- Móric Haár, calciatore ungherese († 1944)
- Hu Lanqi, scrittrice e militare cinese († 1994)
- Alexandru Iliescu, politico rumeno († 1945)
- Kōnstantinos Kollias, politico e magistrato greco († 1998)
- Vincenzo La Gioia, imprenditore e dirigente sportivo italiano († 1986)
- Marchese de la Franquerie, scrittore e saggista francese († 1992)
- Rosamond Lehmann, scrittrice britannica († 1990)
- Berthold Lubetkin, architetto georgiano († 1990)
- Ignaz Ludwig, calciatore austriaco
- Maria Lupieri, artista italiana († 1961)
- Ma Buqing, generale cinese († 1977)
- Bartolomé Macías, arbitro di calcio, allenatore di calcio e giornalista argentino († 1966)
- Valentina Magnoni, giornalista e poetessa italiana († 1984)
- Richard Manske, chimico tedesco († 1977)
- Giuseppe Massina, militare italiano († 1937)
- Silvio Mastio, antifascista italiano († 1931)
- Jirō Miyake, calciatore giapponese († 1984)
- Felipe Molas López, politico paraguaiano († 1954)
- Orazio Napoli, poeta e romanziere italiano († 1970)
- Vitorino Nemésio, letterato e insegnante portoghese († 1978)
- Vasilij Vasil'evic Nikitin, ingegnere russo († 1955)
- Ikuo Oishi, regista, animatore e direttore della fotografia giapponese († 1944)
- Teodoro Orselli, pittore italiano († 1971)
- Guido Pallotta, militare italiano († 1940)
- Franco Patrignani, medico e politico italiano († 1978)
- Paolo Piadeni, imprenditore e politico italiano († 1996)
- Eugenio Prandi, scrittore italiano
- Arthur Reinmann, sollevatore svizzero († 1983)
- Giuseppe Reverberi, presbitero, biologo e zoologo italiano († 1988)
- Santiago Rodríguez Bonome, scultore spagnolo († 1995)
- Gerald Royston, attore britannico
- Karandaš, circense sovietico († 1983)
- Jack Salvatori, regista italiano († 1950)
- Italo Sgobbo, medico e archeologo italiano († 1993)
- Walter Siegmeister, scrittore statunitense († 1965)
- Harry Sweet, attore, regista e sceneggiatore statunitense († 1933)
- Eugenio Tavolara, scultore e ceramista italiano († 1963)
- Sandro Tiburzi, calciatore italiano
- Georgij Alekseevič Ušakov, esploratore e geografo sovietico († 1963)
- Corrado Valentini, militare italiano († 1940)
- Suzanne Van Damme, pittrice belga († 1986)
- Salvatore Venere, militare italiano († 1942)
- Carlo Venturini, politico, sindacalista e antifascista italiano († 1971)
- Alberto Visconti, bobbista italiano
- Carl Wagner, chimico tedesco († 1977)
- Joop ter Beek, calciatore olandese († 1934)
- Kurt von Ruffin, attore tedesco († 1996)